# Jean Koulagna
Jean Koulagna (né le 28 avril 1967 à Wack) est un pasteur, universitaire et écrivain camerounais vivant au Maroc. Il est le directeur de l’institut Al Mowafaqa depuis 2018 où il travaille au dialogue entre diverses cultures et religions.

## Biographie

### Études
Après l’obtention de son baccalauréat en 1988 au Lycée de Ngaoundéré, Jean Koulagna fait des études de lettre à la Faculté des lettres et sciences humaines de Yaoundé. Il entre ensuite à l'Institut luthérien de Théologie de Meiganga, puis à la Faculté de théologie protestante de Yaoundé où il obtient une licence et une maîtrise en théologie en 1999. De 2003 à 2007, il continue le 3e cycle à l'Université de Strasbourg, d'où il sortira docteur en théologie, avec une spécialité « Ancien Testament et Philologie Biblique ».

### Vie professionnelle
Enseignant chercheur à l'institut luthérien de théologie de Meiganga du Cameroun depuis 2000, il devient doyen cet l'Institut de 2009 à 2018. Depuis septembre 2018, il est le directeur de l'Institut Al Mowafaqa où il enseigne enseigne la théologie à deux voix.

## Publications

### Ouvrages
- Jean Koulagna, Dire l'histoire dans la bible hébraïque : perspectives exégétiques et herméneutiques, Rabat, Les Éditions Africaines, 2021.
- Jean Koulagna, L'Ancien Testament : pour commencer, Yaoundé, Editions CLE, 2021.
- Jean Koulagna, Le christianisme moderne et contemporain (XVIe – XXe siècle) : Promesses et contradictions, Yaoundé, Éditions CLE, 2021.
- Jean Koulagna, Le christianisme dans l'histoire de l'Afrique, Yaoundé, Éditions CLE, 2019.
- Jean Koulagna, L'apprenti thésare : méthodologie pratique des études universitaires en théologie, Raleigh, Lulu Editions[5].
- Jean Koulagna, Exégèse et kérigme : une introduction pratique à l'exégèse biblique au service de la prédication, Montreal, Guérin Scholar's Press, 2018.
- Jean Koulagna, Être Église ensemble, Yaoundé, Dinimber & Larimber, 2016.
- Jean Koulagna, Église africaine et homosexualité : réflexions bibliques et contextuelles, Yaoundé, Éditions CLE, 2015.
- Jean Koulagna, Exégèse et herméneutique en contexte : Réflexions méthodologiques, Yaoundé, Dinimber & Larimber, 2014.
- Jean Koulagna, Bible, Église et société, Yaoundé, Éditions CLE, 2013.
- Jean Koulagna, Salomon de l'histoire deutéronomiste à Flavius Josèphe : problèmes textuels et enjeux historiographiques, Paris, Publibook, 2009.

### Traductions
- Ezekiél & Daniél (trad. Jean Koulagna), les livres d'Ezéchiel et de Daniel, Rabat, Les Éditions Africaines, 2021.
- Knut Holter (trad. Jean Koulagna), La recherche en Ancien Testament dans le contexte africain, Yaoundé, CLE, 2012.
- Martin Luther (trad. Jean Koulagna), Luther's Small Catechism, Ngaoundéré, 2011.
- Debtere yéé vʉyʉ : Le livre des Psaumes (trad. Jean Koulagna), Raleigh, ILTM, 1994.
- Hen ha"ée : le Lévitique en ya̧g dii (trad. Jean Koulagna), Raleigh, Lulu Press, 2019.
- 1-2 Samuɛ́l : les livres de Samuel ya̧g dii (trad. Jean Koulagna), Aix-en Provence, Bookelis, 2020.
- 1-2 Gbanii vʉ : les livres des Rois (trad. Jean Koulagna), Aix-en-Provence, Bookelis, 2020.
- Yeremíya & Káń Yeremíya woo : Les livres de Jérémie et Lamentations (trad. Jean Koulagna), Rabat, Les Éditions Africaines, 2020.

### Ouvrages collectifs
- Jean Koulagna (dir.) et T. Falna, Dialogue interreligieux, médiation et laïcité au Cameroun : perspectives actuelles et logiques multirationnelles, Yaoundé, Monange, 2020.
- Jean Koulagna et T. S. DrØnen, La voie de l'Islam et la voie de Christ : la croix et le croissant en Afrique de l'ouest, Meiganga, ILTM.

### Articles
- Jean Koulagna, « L’image de Salomon dans l’historiographie deutéronomiste. À propos de la place de 1 Rois 1-2 », Revue d'Histoire et de Philosophie religieuses, vol. 87, no 3,‎ 2007, p. 289–300 (lire en ligne, consulté le 29 mars 2021).
- Jean Koulagna, « Introduction to 1 and 2 Kings », Oasis International Ltd, Africa Study Bible, Tyndale House Publishers, Inc,‎ 2017.
- Jean Koulagna, « Adam, dust of the Earth: A Paradise received and incomplete in the Biblical accounts of creation. Some philological observations on the creation accounts », Consensus, vol. 41, no 1,‎ 25 mai 2020 (ISSN 2369-2685, lire en ligne, consulté le 29 mars 2021).

## Carrière

### Al Mowafaqa
Al Mowafaqa est un institut de formation et de dialogue interculturel et interreligieux. Il a été créé en 2012 par l’initiative du pasteur Samuel Amédro et de Monseigneur Vincent Landel, alors respectivement président de l'Église Evangélique au Maroc et Archevêque de Rabat. Dans le souci de répondre aux besoins de formation théologique et de dialogue œcuménique et interreligieux, l’institut propose des formations de type universitaire. Invité en octobre 2017 pour un séminaire à Al Mowafaqa, Jean Koulagna sera conquis par cette diversité et ne saura pas dire non lorsqu’on lui proposera le poste de directeur de l’Institut.

### Engagements scientifiques et professionnels
Jean Koulagna est membre de plusieurs groupes de recherche, dont le groupe de recherche sur la Septante et le judaïsme ancien. Il est par ailleurs animateur scientifique du Conseil des Institutions théologiques d'Afrique francophone (CITAF) depuis 2016 et professeur invité dans plusieurs universités en Afrique (N'Djamena, Abidjan, Saint-Louis) et en Europe ( Strasbourg, Stavanger).